# Szymon Syrski

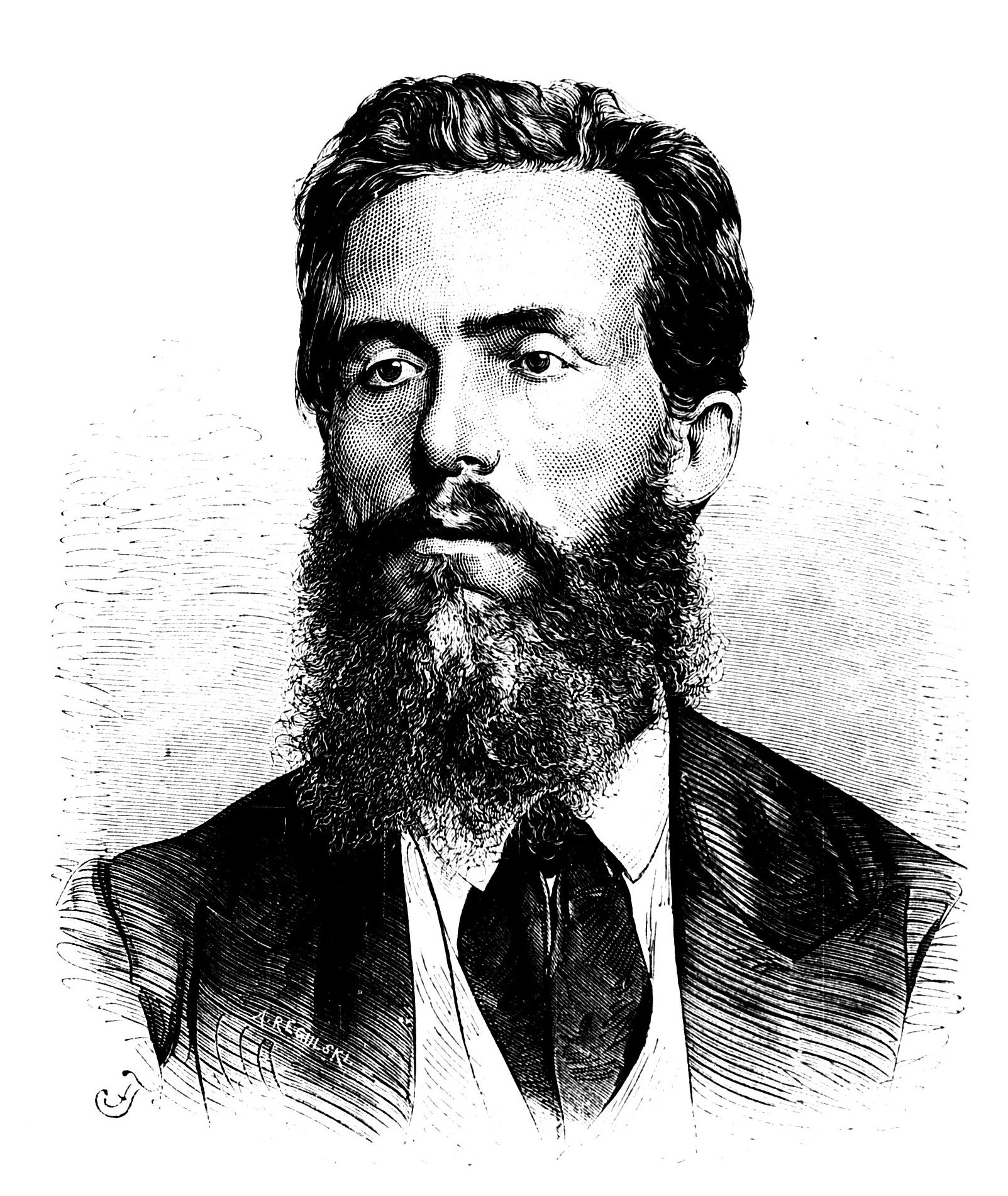
Szymon Syrski

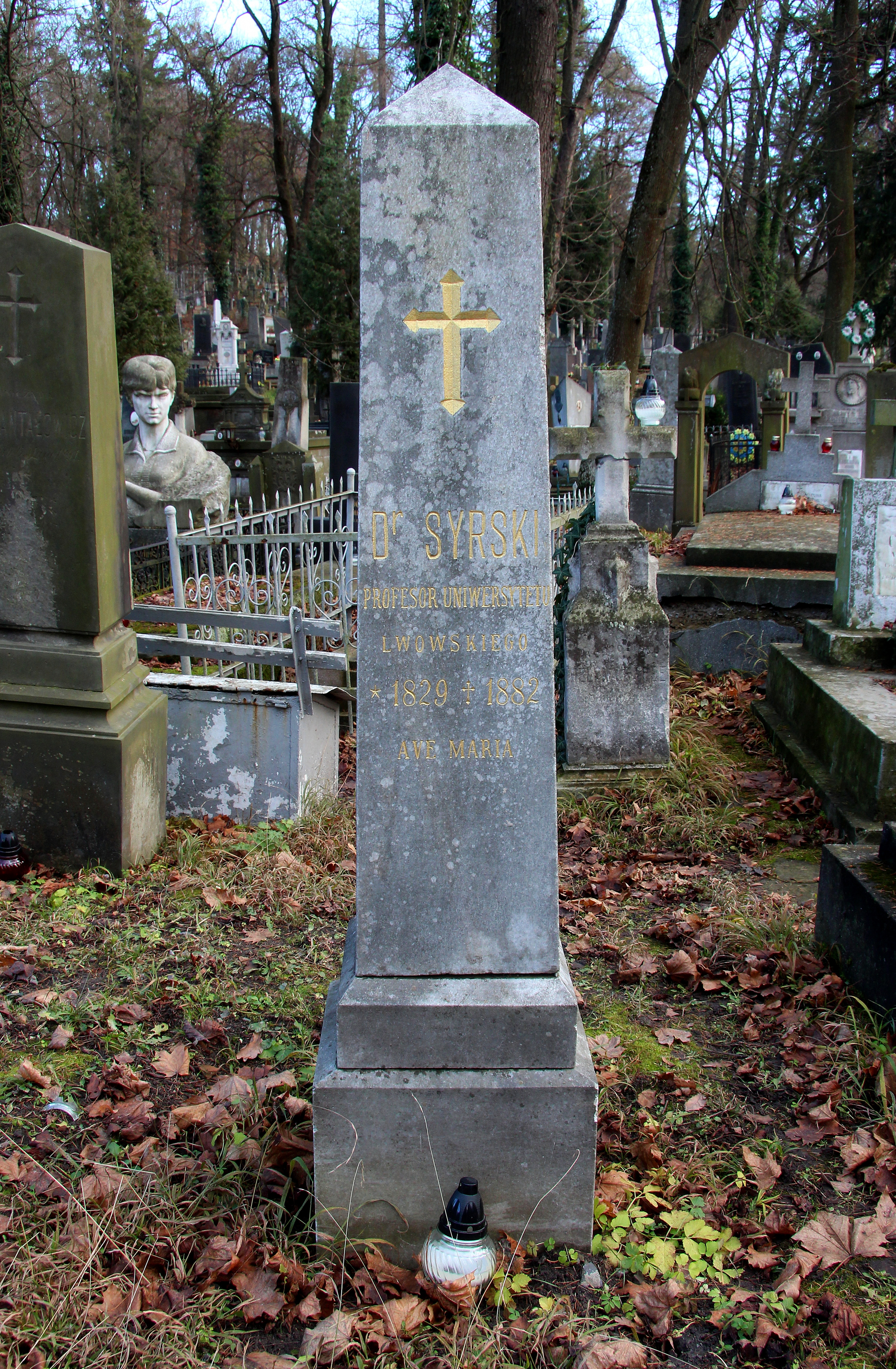

Szymon Adam Syrski (Simeone Adamo de Syrski, ur. 24 października 1824 w Łubnie, zm. 13 stycznia 1882 we Lwowie) – polski zoolog, profesor zoologii Uniwersytetu Lwowskiego.

## Życiorys
Syn Dominika Syrskiego. Uczęszczał do szkół w Jaśle, Przemyślu i do Gimnazjum św. Anny w Krakowie. Maturę zdał 9 października 1853, następnie studiował medycynę na Uniwersytecie Jagiellońskim w latach 1853/54–1857/58. Przerwał studia na ostatnim roku chcąc zaciągnąć się do służby lekarskiej w Indiach. Został jednak urzędnikiem prowadzącym prace niwelacyjne z ramienia wileńskiego oddziału francuskiej spółki budowy kolei żelaznej. W 1859 roku w Londynie, potem w Wiedniu, gdzie kontynuował studia medyczne. Uzupełniał studia z zoologii w Paryżu. W 1866 otrzymał stanowisko dyrektora Muzeum Historii Naturalnej w Trieście. Funkcję tę sprawował do 1875 roku. W 1875 powołany na katedrę zoologii Uniwersytetu Lwowskiego. Członek korespondent Galicyjskiego Towarzystwa Gospodarskiego (1873-1882).
Prawdopodobnie nie założył rodziny. Zmarł 13 stycznia 1882 roku we Lwowie. Pochowany został na Cmentarzu Łyczakowskim.

## Dorobek naukowy
W dorobku naukowym Syrskiego znajdują się prace z dziedziny anatomii porównawczej, opracowania fauny Azji Wschodniej. Był pierwszym który stwierdził u węgorzy rozdzielnopłciowość. Męskie narządy rozrodcze samców węgorzy bywały określane narządami Syrskiego. Odkrył też obupłciowość u strzępielowatych. Zajmował się popularyzacją nauk przyrodniczych i opracował szereg haseł przyrodniczych i medycznych do pierwszego wydania Encyklopedii Orgelbranda.

## Wybrane prace
- Sulle masse glutinose: osservate nei mesi di Gigno e Luglio 1872 nella parte settentrionale dell'Adriatico. Atti del museo civico di storia naturale di Trieste 6, ss. 14-17, 1874
- „Landwirtschaft, Wasserproduktion und die wichtigsten, zu diesen in näherer Beziehung stehenden mineralischen Erzeugnisse in China”. W: Fachmännische Berichte über die österreichisch-ungarische Expedition nach Siam, China und Japan. Stuttgart: J. Maier, 1872
- „Landwirtschaft in Japan” W: Fachmännische Berichte über die österreichisch-ungarische Expedition nach Siam, China und Japan. Stuttgart: J. Maier, 1872
- Über die Reproductions-Organe der Aale (Mit 2 Tafeln). Sitzungsberichte der kaiserlichen Akademie der Wissenschaften. Mathematisch-naturwissenschaftliche Klasse 69 (1), ss. 315-326, 1874
- Degli organi della riproduzione e della fecondazione dei pesci ed in ispecialità delle anguille. Bollettino della Società Adriatica di Scienze Naturali in Trieste 1/2, ss. 10-32, 1875
- Discorso sul compito della Società e sulla necessità ed utilità dello studio delle scienze naturali. Bollettino della Società Adriatica di Scienze Naturali in Trieste 1/2, ss. 3-10, 1875
- Wypadki poszukiwań odnoszących się do narządów rodnych ryb kostnoszkieletowych. Kosmos 1, ss. 417-455, 1876